# Чёрные бароны
«Чёрные бароны» — чехословацкая кинокомедия, снятая известной киностудией «Баррандов» в 1992 году.
Премьера фильма состоялась 4 июня 1992 года.

## Сюжет
Действие происходит в 1950-е годы в Чехословакии. На службу в стройбат призывают как детей сельских кулаков и пражских профессоров, так и молодых активистов новой власти, но по здоровью годных только к нестроевой службе. Они, в отличие от строевых частей Чехословацкой народной армии, носят не красные, а черные погоны, отчего и получили своё прозвище. «Народ доверил вам служить в армии — оружия народ вам не доверил!» — такими словами приветствует призывников их будущий командир, майор Галушка, а местные девушки не хотят встречаться с военными строителями: ведь кто-то распустил слух, что в стройбат призывают только уголовников.